# Hounet
Hounet è un comune dell'Algeria, situato nella provincia di Saida.